# Зварювальна маска

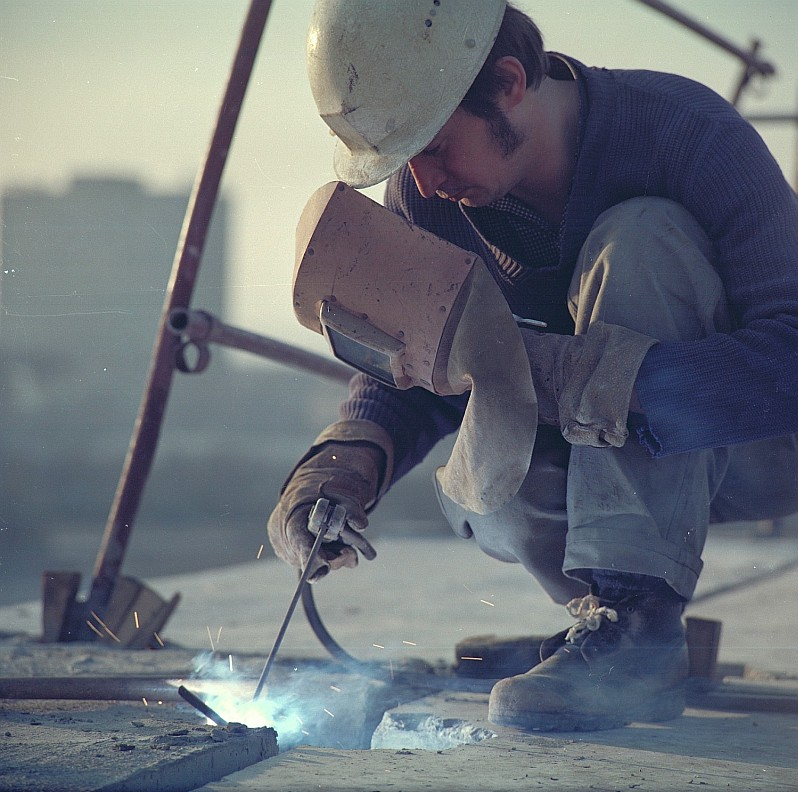
Зварювальна маска (ручна)

Зварювальна маска — засіб індивідуального захисту, що використовується при виконанні певних видів зварювання, для захисту очей, обличчя та шиї від опіків, ультрафіолетового випромінювання, іскор, інфрачервоного світла і високих температур. Найчастіше використовується під час електродугового зварювання, зварювання електродом, що не плавиться і напівавтоматичного зварювання в захисних газах. Зварювальні маски необхідні для запобігання офтальмії (запалення рогівки) і опіків сітківки, що ведуть до втрати зору. Обидва типи ушкоджень викликані прямим впливом концентрованого ультрафіолетового та інфрачервоного випромінювання, в процесі дугового зварювання. Ультрафіолетове випромінювання від зварювальної дуги може також завдати шкоди відкритій шкірі (пошкодження схожі з сонячним опіком). Сучасний зварювальний шолом був вперше представлений у 1937 році компанією Willson Products.
Основна частина масок має оглядове віконце зі світлофільтром, через який зварювальник може побачити процес зварювання. У більшості масок віконця виконані з тонованого скла, тонованого пластику або фільтру зі змінною щільністю, виготовленого з пари поляризованих лінз.

## Типи масок
Зварювальні маски поділяються на:
- Шоломи (які, надягають на голову)
  - Шкіряні шоломи частково або повністю накривають голову, а іноді й плечі зварювальника
  - Шоломи із рухомою фронтальною частиною припускають підняття світлофільтра та захисного щита на час, коли вони непотрібні
  - Стаціонарні шоломи, що кріпляться нерухомо, проте надійно. Наприклад, шоломи у вигляді млинця (англ. Pancake welding hood) за рахунок індивідуального доопрацювання та невеликої ваги широко поширені у зварювальників трубопроводів.
- Маски (які, тримають у руках)

## Підшоломники, кепки та хустки зварювальника
Захисні головні убори, підшоломники та накидки можуть додатково використовуватись для захисту шиї, вух та волосся, а також для підвищення комфорту.

### Захисні кепки, шапки

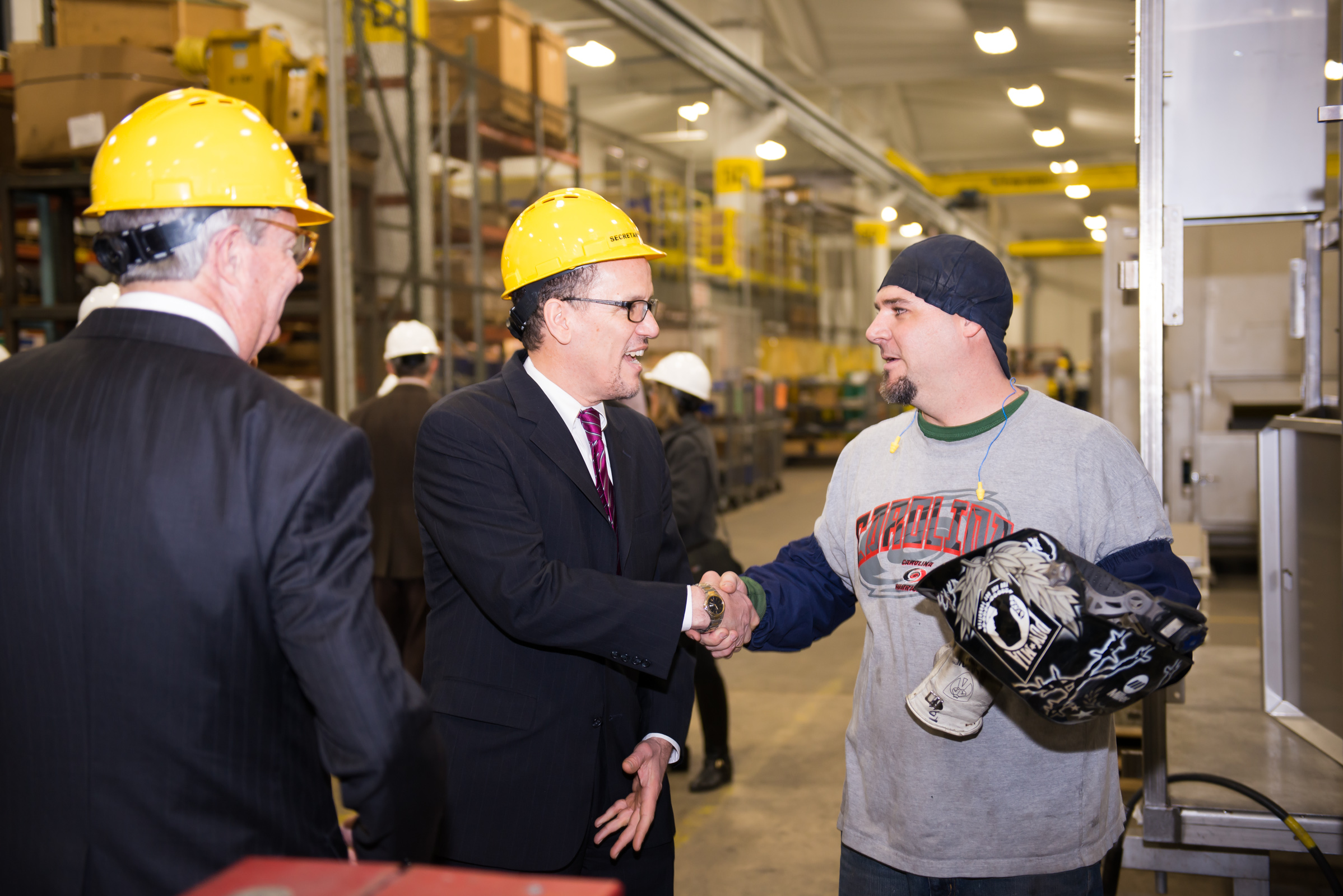
Зварювальник в захисній кепці (справа). За рахунок більшої глибини вуха можна сховати під кепку, короткий козирок дозволяє одягти шапку під зварювальну маску, або прикривати ним шию зі сторони зварювання

Захисні шапки для зварювання пошиті із вогнетривкого матеріалу, що також ефективно поглинає піт, зазвичай бавовни. Деякі виробники додатково обробляють тканину захисними хімічними сполуками. Захисні кепки глибші за звичайні та під час зварювання одягаються на вуха. Козирок є коротшим за той, що використовується в бейсбольних кепках, шапка може бути повернута боком або назад в напрямку зварювання, щоб захистити від іскр вухо або шию. Невеликий козирок також дозволяє одягати кепку під зварювальну маску.

### Захисні хустки

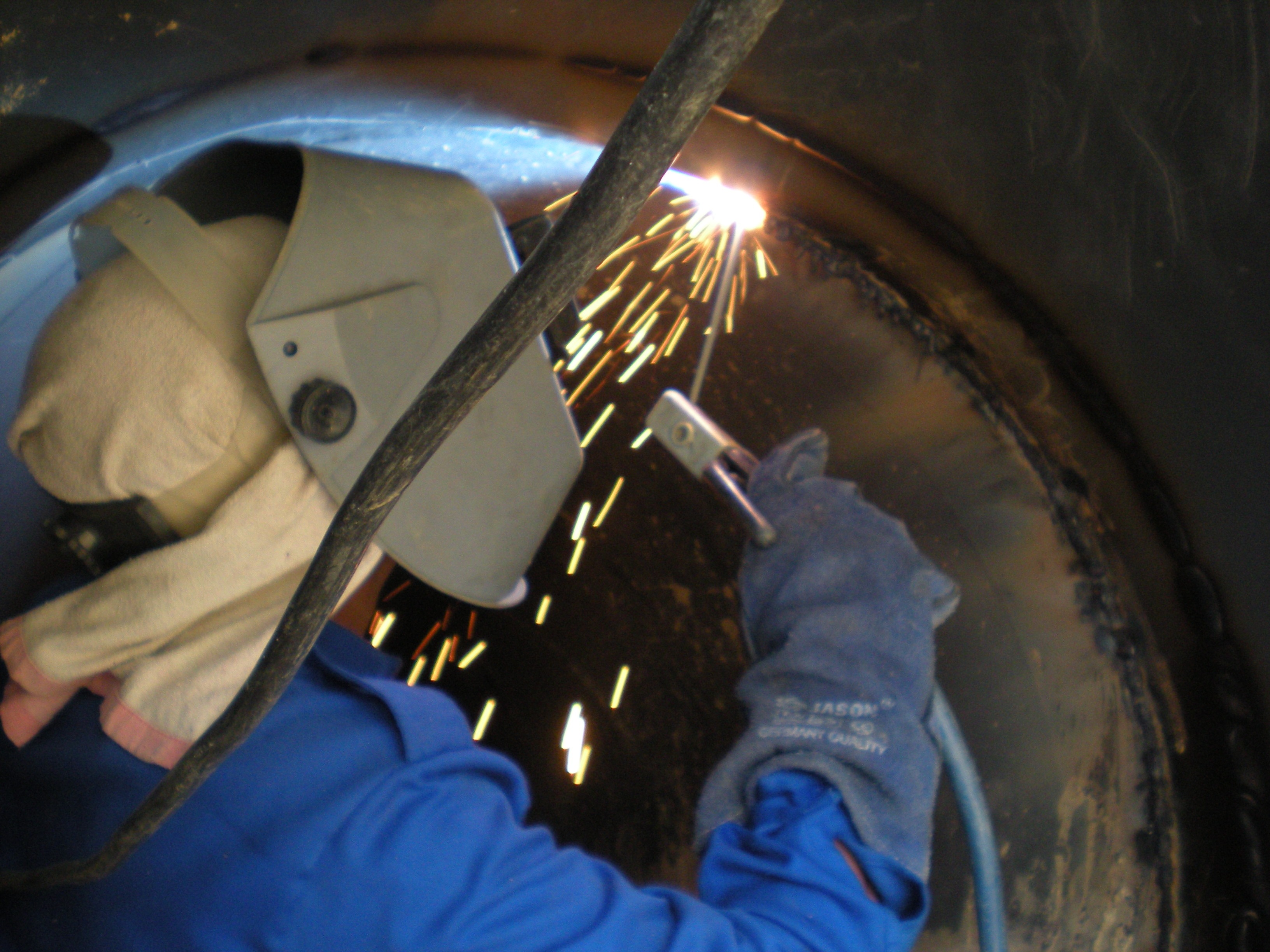
Зварювальник із рушником в ролі захисної хустки. Краще використовувати спеціальні вогнетривкі вироби

Використовуються для захисту шиї разом із шоломом або зварювальною маскою. В найпростішому випадку уявляють собою відріз тканини або рушник що обгортається навколо голови так, щоб закрити шию. Більш надійний захист забезпечують спеціальні захисні вироби із вогнетривкого матеріалу та зручними зав'язками або еластичними вставками.

### Захисні капюшони
При зварюванні у важких умовах, наприклад, стельових швів, необхідний надійний захист від крапель розплавленого металу, що падають згори. В цих випадках використовують захисні капюшони, що закривають вуха, шию та плечі. Найнадійнішими є капюшони, що пошиті зі спеціально обробленої товстої шкіри. При використанні капюшонів з'являється проблема відведення тепла тіла та небезпека перегріву.